# Louis de Gorrevod
Louis de Gorrevod (Piamonte, ca. 1473 - Saint-Jean-de-Maurienne, 22 de abril de 1535) fue obispo y cardenal de la Iglesia Católica.

## Biografía
Louis de Gorrevod nació en Piamonte ca. 1473. Era hijo de Jean de Gorrevod y Jeanne de Loriol-Challes. Su familia pertenecía a una rama colateral de los condes de Pont-de-Vaux.
Durante su carrera se convirtió en protonotario apostólico, y también limosnero mayor del Duque de Saboya. El 27 de enero de 1499 ganó un canonicato del capítulo de la catedral de St. Pierre Catedral en Ginebra.
El 9 de agosto de 1499 fue elegido obispo de Saint-Jean-de-Maurienne, aunque continuó viviendo en Ginebra. Fue el embajador del Ducado de Saboya en el Quinto Concilio del Lateran (1512–17), donde apoyó fuertemente los derechos del papa. En 1515, fue el primer obispo de Bourg-en-Bresse. La diócesis estuvo suprimida desde 1516, pero fue restablecida en 1521 por el papa León X.
El papa Clemente VII le ordenó cardenal presbítero en el consistorio del 9 de marzo de 1530. Recibió el capelo y el título de San Cesareo en Palatio el 16 de mayo de 1530. El 5 de diciembre del mismo año, el papa le hizo legado apostólico a todos los estados de Savoya.
Gorrevot no participó en el cónclave de 1534 en el que se eligió como papa a Alessandro Farnesio. El nuevo papa ordenó que se suprimiera la diócesis de Bourg-en-Bresse.
El cardenal Gorrevod murió en Saint-Jean-de-Maurienne el 22 de abril de 1535. Fue enterrado en la catedral de esa ciudad.